# Liste der Baudenkmale in Krummendeich
In der Liste der Baudenkmale in Krummendeich  sind alle Baudenkmale der niedersächsischen Gemeinde Krummendeich aufgelistet. Die Quelle der Baudenkmale ist der Denkmalatlas Niedersachsen. Der Stand der Liste ist der 10. Dezember 2021.

## Allgemein
In den Spalten befinden sich folgende Informationen:
- Lage: die Adresse des Baudenkmales und die geographischen Koordinaten. Kartenansicht, um Koordinaten zu setzen. In der Kartenansicht sind Baudenkmale ohne Koordinaten mit einem roten Marker dargestellt und können in der Karte gesetzt werden. Baudenkmale ohne Bild sind mit einem blauen Marker gekennzeichnet, Baudenkmale mit Bild mit einem grünen Marker.
- Bezeichnung: Bezeichnung des Baudenkmales
- Beschreibung: die Beschreibung des Baudenkmales. Unter § 3 Abs. 2 NDSchG werden Einzeldenkmale und unter § 3 Abs. 3 NDSchG Gruppen baulicher Anlagen und deren Bestandteile ausgewiesen.
- ID: die Objekt-ID des Baudenkmales
- Bild: ein Bild des Baudenkmales, ggf. zusätzlich mit einem Link zu weiteren Fotos des Baudenkmals im Medienarchiv Wikimedia Commons. Wenn man auf das Kamerasymbol klickt, können Fotos zu Baudenkmalen aus dieser Liste hochgeladen werden:

## Krummendeich

### Gruppe: Ritterhof Wechtern 3
Die Gruppe hat die ID 30899859. Kleine Gutsanlage mit Herrenhaus, einem Wohnhaus, Park und Graben.

| Lage                                   | Bezeichnung | Beschreibung | ID       | Bild |
| -------------------------------------- | ----------- | --- | -------- | ---- |
| Wechtern 3 53° 49′ 17″ N, 9° 12′ 28″ O | Herrenhaus  | Zweigeschossiger Backsteinbau, im Obergeschoss mit schieferbehangenem Fachwerk mit Backsteinausfachung. Unter schiefergedecktem flachen Satteldach. In mehreren Baustufen von 1858 bis 1920 entstanden. In der von oben belichteten Treppenhalle des Herrenhauses befindet sich ein Sandsteinepitaph von 1588 (i). | 30924405 | BW   |
| Wechtern 3 53° 49′ 18″ N, 9° 12′ 23″ O | Park        | Kleine Anlage eines Gutsparkes ohne angrenzendes Nutzgehölz. | 30924496 | BW   |
| Wechtern 3 53° 49′ 18″ N, 9° 12′ 18″ O | Graben      | Entwässerungsgraben, den Ritterhof und das Nutzgehölz umgebend. | 30924515 | BW   |

### Gruppe: Elbdeich 39
Die Gruppe hat die ID 30899827. Zur Gruppe gehören keine Gebäude.

### Gruppe: Elbdeich 41
Die Gruppe hat die ID 30899837. Die Hofanlage Elbdeich 41 (alte Adresse: Westerwechtern 10) besteht aus einem traufständig zum Deich stehenden Wohnhaus und einem um 90 Grad gedrehten Nebengebäude. Beide Bauten sind aus Fachwerk, reetgedeckt und stammen aus der Zeit um 1850.

| Lage                                    | Bezeichnung  | Beschreibung | ID       | Bild |
| --------------------------------------- | ------------ | --- | -------- | ---- |
| Elbdeich 41 53° 49′ 58″ N, 9° 11′ 27″ O | Wohnhaus     | Traufständige Kate in Fachwerk mit Backsteinausfachung, unter reetgedecktem Satteldach, am Westgiebel tief als Walm herabgezogen. Errichtet 1850 (i). | 30924352 | BW   |
| Elbdeich 41 53° 49′ 58″ N, 9° 11′ 27″ O | Nebengebäude | Im rechten Winkel zum Haupthaus angeordnetes Fachwerkgebäude mit Backsteinausfachung, unter reetgedecktem Satteldach. Errichtet um 1850.              | 30924371 | BW   |

### Gruppe: Gutshof Eggerkamp 10/12
Die Gruppe hat die ID 30899847. Gutshof mit Wurt und Wassergraben; großes Wohnwirtschaftsgebäude, Viehscheune und etwa 500 Meter entfernt liegendem Landarbeiterhaus.

| Lage                                     | Bezeichnung               | Beschreibung | ID       | Bild |
| ---------------------------------------- | ------------------------- | --- | -------- | ---- |
| Eggerkamp 12 53° 48′ 29″ N, 9° 11′ 49″ O | Viehscheune               | Firstparallel zum Haupthaus stehende Viehscheune aus Fachwerk mit Backsteinausfachung, unter Satteldach, am Westgiebel mit Walm. Westfassade massiv in Backstein erneuert. Errichtet 1854 (i). | 30924557 | BW   |
| Eggerkamp 12 53° 48′ 28″ N, 9° 11′ 48″ O | Wohn-/ Wirtschaftsgebäude | Großes Hallenhaus in Fachwerk mit Backsteinausfachung, unter Satteldach, am Wohnteil mit Halbwalm. Wohnteil im Westen auffallend groß, Westfassade verbrettert; hier Schieferdeckung mit zahlreichen Gauben (Ochsenaugen). Holzveranda vor der Westfassade, großer Eingangsbereich an der südlichen Traufseite. Errichtet 1859 (i). | 30924143 | BW   |
| Zehntweg 3 53° 48′ 39″ N, 9° 12′ 1″ O    | Rosenhaus                 | Kleines Fachwerkgebäude über winkelförmigem Grundriss, Fachwerkausfachung in Backstein, Wände teilweise auch massiv. Unter Satteldach mit Reetdeckung, am Westgiebel mit Halbwalm. Errichtet als Landarbeiterwohnhaus (Heuerhaus) des Gutes Eggerkamp in der zweiten Hälfte des 19. Jahrhunderts.                                   | 30924534 | BW   |

### Einzelbaudenkmale
| Lage                                         | Bezeichnung               | Beschreibung | ID       | Bild           |
| -------------------------------------------- | ------------------------- | --- | -------- | -------------- |
| Außendeich 2 53° 50′ 5″ N, 9° 12′ 37″ O      | Wohn-/ Wirtschaftsgebäude | Hallenhaus in Fachwerk mit Backsteinausfachung, unter reetgedecktem Satteldach, am Wohnteil mit Halbwalm. Kleinteilige quadratische Fachwerkstruktur. Errichtet 1866 (i). | 30924248 | BW             |
| Außendeich 2 53° 50′ 4″ N, 9° 12′ 37″ O      | Wurt                      | | 30924582 | BW             |
| Kamp 10 53° 49′ 23″ N, 9° 13′ 13″ O          | Häuslingshaus             | Kleines Fachwerkhaus mit Backsteinausfachung, unter reetgedecktem Satteldach. Errichtet als ehemaliges Heuerhaus des Hofes Kamp Ende des 18. Jahrhunderts. Außenwände teilweise massiv in Backstein erneuert. | 30924198 | BW             |
| Neue Chaussee 1 53° 49′ 20″ N, 9° 12′ 52″ O  | Scheune                   | Große giebelständige Viehscheune aus Fachwerk mit Backsteinausfachung, unter Satteldach, am Ostgiebel mit Halbwalm. Gleichmäßiges kleinteiliges Fachwerkraster. Errichtet um 1850. Größerer jüngerer Seitenanbau nach Süden. | 30924335 | BW             |
| Osterwechtern 49 53° 49′ 52″ N, 9° 12′ 34″ O | Kirche                    | Die evangelische Kirche St. Nikolaus wurde im Jahre 1709 erbaut. Es ist ein Saalbau aus Backstein. Der Westturm wurde 1759 hinzugefügt. Der Trum trägt einen barocken Helm. Im Inneren befindet sich ein Tonnengewölbe. Die Empore ist nur im Osten durch den Kanzelaltar unterbrochen. Weiter befindet sich in der Kirche eine Grabplatte von Claus von der Decken und seiner Frau. | 30924284 | Weitere Bilder |
| Osterwechtern 61 53° 49′ 51″ N, 9° 12′ 27″ O | Wohn-/ Wirtschaftsgebäude | Giebelständiges Hallenhaus aus Nadelholz-Fachwerk mit Backsteinausfachung, unter reetgedecktem Satteldach. Wirtschaftsgiebel mit drei Vorkragungen, von denen die unterste ein Stichgebälk besitzt. Außenwände teilweise massiv in Backstein erneuert. Errichtet 1799 (i). | 30924301 | BW             |
| Osterwechtern 89 53° 49′ 54″ N, 9° 12′ 17″ O | Wohnhaus                  | Giebelständige Deichkate aus Fachwerk mit Backsteinausfachung, unter reetgedecktem Satteldach, am Südgiebel mit Walm. Tief herabgezogene Kübbungen. Errichtet im 18. Jahrhundert, Südgiebel um 1900 in Backstein erneuert. | 30924318 | BW             |
| Stellenfleth 44 53° 49′ 50″ N, 9° 13′ 52″ O  | Wohnhaus                  | Traufständiges eingeschossiges Backsteingebäude, unter Schieferdach. Straßenseitig dreiachsiges Zwerchhaus über dem Eingang mit zeitgenössischer zweiflügeliger Eingangstür. Erbaut in der zweiten Hälfte des 19. Jahrhunderts. | 30924427 | BW             |
| Stellenfleth 54 53° 49′ 47″ N, 9° 14′ 5″ O   | Gutshaus                  | Zweigeschossiges schlossartiges Gebäude aus Backstein mit Schieferdach. Bewegte Architektur mit Türmen, Risaliten, Altan, Zinnenkränzen und Treppengiebel. Erbaut 1880 (i) als Gutshaus Stellenfleth III. | 30924444 | BW             |
| Stellenfleth 54 53° 49′ 46″ N, 9° 14′ 4″ O   | Park                      | Ein großzügiger Park umgibt das Gutshaus. | 30924597 | BW             |
| Stellenfleth 66 53° 49′ 48″ N, 9° 14′ 24″ O  | Wohnhaus                  | Traufständige Fachwerkkate mit Backsteinausfachung, unter reetgedecktem Satteldach, am Westgiebel mit Halbwalm. Ostgiebel schwach vorgekragt auf Knaggen. Errichtet in der ersten Hälfte des 19. Jahrhunderts. | 30924462 | BW             |
| Stellenfleth 68 53° 49′ 47″ N, 9° 14′ 24″ O  | Wohnhaus                  | Traufständige Fachwerkkate mit Backsteinausfachung, unter reetgedecktem Satteldach, Westgiebel mit Halbwalm. Errichtet in der ersten Hälfte des 19. Jahrhunderts. | 30924479 | BW             |
| 53° 49′ 54″ N, 9° 12′ 26″ O                  | Deichkörper               | | 44305446 | BW             |